# Участковая станция
Участковая станция — железнодорожная станция, предназначенная для обработки транзитных грузовых и пассажирских поездов, выполнения маневровых операций по расформированию-формированию сборных и участковых поездов, обслуживания подъездных путей. Также — может быть пунктом смены локомотивов и (или) локомотивных бригад.
При паровозной тяге участковые станции ограничивали участок обращения локомотива, который определялся временем непрерывной работы локомотивных бригад и запасом угля в тендере локомотива. Расстояние между участковыми станциями составляло 100—130 км. После внедрения тепловозной тяги и электрификации железных дорог участки обращения увеличились до 500—800 км для тепловозов и могут достигать нескольких тысяч километров для электровозов, поэтому многие участковые станции утратили своё первоначальное значение. На удлинённых участках обращения локомотивы обслуживают сменные бригады, длина плеч работы локомотивных бригад достигает 500 км. На участковых станциях производится смена локомотивных бригад или смена локомотивных бригад и локомотивов.
Участковые станции имеют приёмо-отправочные парки, пассажирские и грузовые устройства. Также участковые станции могут иметь локомотивное и вагонное хозяйство. Локомотивное хозяйство включает в себя экипировочные устройства, а также, на станциях со сменой локомотивов, основное или оборотное локомотивное депо. На путях приёмо-отправочных парков производится технический и коммерческий осмотр вагонов грузовых поездов, а также их безотцепочный ремонт. Участковые и сборные поезда, расформировываемые на станции, подают на вытяжной путь для расформирования. При значительных объёмах переработки для расформирования составов может использоваться горка. Вагоны, следующие под выгрузку, подаются на грузовой район и подъездные пути.
Пассажирские поезда, имеющие остановку, принимаются на главные и приёмо-отправочные пути для пассажирских поездов, где выполняется посадка и высадка пассажиров. Также может осуществляться погрузка и выгрузка багажа и почты, технический осмотр и, при необходимости, безотцепочный ремонт вагонов.